# Swiftair

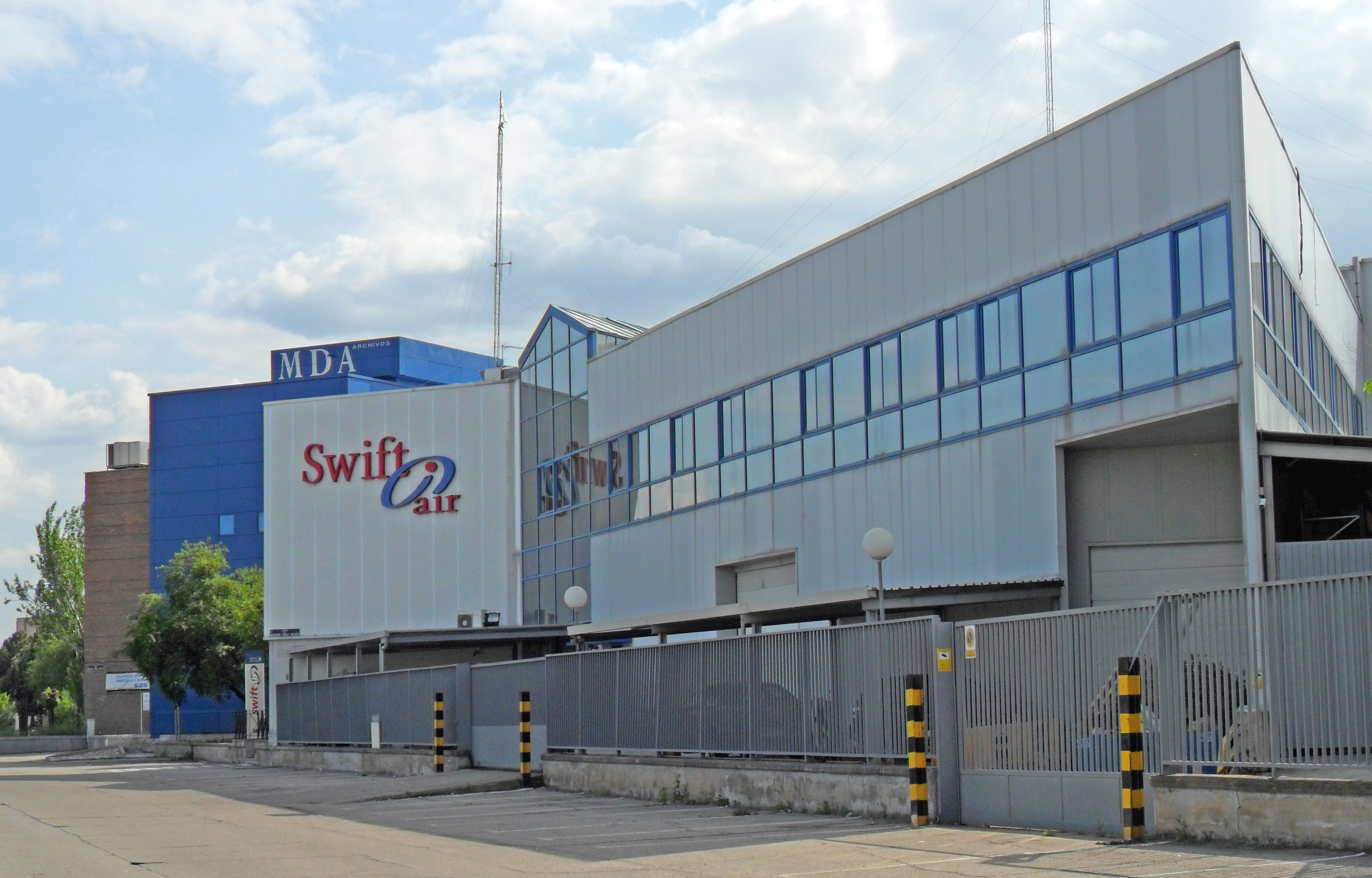
Seu de Swiftair, a Madrid.

Swiftair és una aerolínia espanyola amb base a Madrid. Duu a terme vols regulars i xàrter tant de passatgers com de càrrega amb destinació a Europa, Àfrica, Orient Mitjà i Amèrica Central. Es va fundar el 1986. Opera les rutes que connecten Astúries, Bilbao, Alacant i Badajoz amb Madrid per Air Europa amb avions del tipus ATR-72.

## Codis
- Codi  IATA:SWT
- Callsign: Swif

## Flota
La flota de Swiftair està conformada per les següents aeronaus (actualitzat a 1 de juliol de 2014)
| Aeronau                 | En servei | Comanda | Notes |
| ----------------------- | --------- | ------- | ----- |
| ATR-42-300              | 6         | —       |       |
| ATR-72-202/-212/-212A   | 17        | 1       |       |
| Boeing 737-3Q8(SF)      | 5         | —       |       |
| Boeing 737-4Q8(SF)      | 3         | 2       |       |
| Embraer EMB-120ER       | 10        | —       |       |
| McDonnell Douglas MD-83 | 4         | —       |       |
| Total                   | 45        | 3       |       |